# Джонсън (окръг, Илинойс)
Вижте пояснителната страница за други значения на Джонсън.
Окръг Джонсън (на английски: Johnson County) е окръг в щата Илинойс, Съединени американски щати. Площта му е 904 km², а населението - 12 878 души (2000). Административен център е град Виена.